# Gynoplistia orophila
Gynoplistia orophila är en tvåvingeart som beskrevs av Edwards 1923. Gynoplistia orophila ingår i släktet Gynoplistia och familjen småharkrankar. Inga underarter finns listade i Catalogue of Life.